# Bobby Charles
Bobby Charles, pseudonimo di Robert Charles Guidry (Abbeville, 21 febbraio 1938 – Abbeville, 14 gennaio 2010), è stato un cantante statunitense.

## Discografia
- 1972 - Bobby Charles (Bearsville Records)
- 1987 - Clean Water (Rice 'n' Gravy Records/Zensor Records)
- 1994 - Wish You Were Here Right Now (Rice 'n' Gravy Records)
- 1998 - Secrets of the Heart (Rice 'n' Gravy Records/Stony Plain Records)
- 2004 - Last Train to Memphis (Rice 'n' Gravy Records/Proper Records UK)
- 2008 - Homemade Songs (Rice 'n' Gravy Records)
- 2010 - Timeless (Rice 'n' Gravy Records)
- 2011 - Better Days: Rare Tracks On Bearsville (Bearsville Records)